# Filippo Inzaghi
Filippo Inzaghi   (Piacenza, 9 d'agost de 1973) és un exfutbolista italià que jugava com a davanter, i posteriorment entrenador de futbol. És el germà gran de Simone Inzaghi, també exfutbolista i entrenador.

## Biografia
Va néixer a Piacenza el 9 d'agost de 1973 i va debutar a la Serie A amb l'Atalanta BC el 1996. Després de marcar 27 gols en 36 partits va ser fitxat per la Juventus FC, en una operació que costà 20 mil milions de lires (10,32 milions d'euros). El 2001 va ser adquirit per l'AC Milan per 70 mil milions de lires (40 en efectiu afegint Cristian Zenoni en l'operació). Amb l'AC Milan va guanyar 2 lligues italianes i una Lliga de Campions.

## Estadístiques

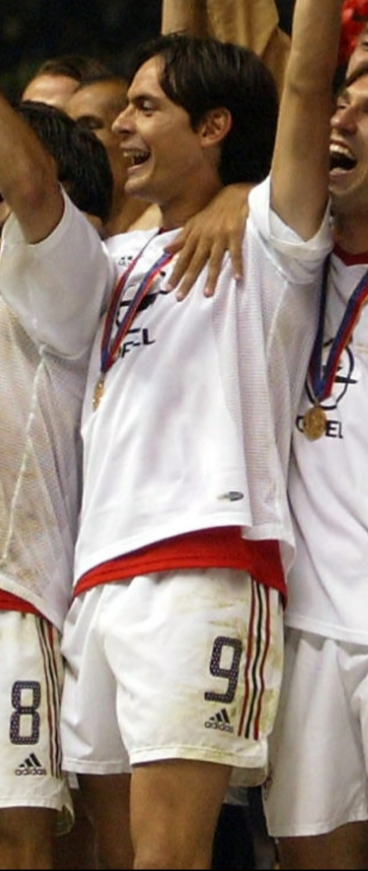
Filippo Inzaghi amb l'AC Milan

| Temporada | Equip           | Lliga    | Lliga   | Lliga | Europa  | Europa | Total   | Total |
| Temporada | Equip           | Divisió  | Partits | Gols  | Partits | Gols   | Partits | Gols  |
| --------- | --------------- | -------- | ------- | ----- | ------- | ------ | ------- | ----- |
| 1991-92   | Piacenza Calcio | Serie B  | 2       | 0     | -       | -      | 2       | 0     |
| 1992-93   | Leffe           | Serie C1 | 21      | 13    | -       | -      | 21      | 13    |
| 1993-94   | Verona          | Serie B  | 36      | 13    | -       | -      | 36      | 13    |
| 1994-95   | Piacenza Calcio | Serie B  | 37      | 15    | -       | -      | 37      | 15    |
| 1995-96   | Parma           | Serie A  | 15      | 2     | 6       | 2      | 21      | 4     |
| 1996-97   | Atalanta BC     | Serie A  | 33      | 24    | 6       | 0      | 39      | 24    |
| 1997-98   | Juventus FC     | Serie A  | 31      | 18    | 10      | 6      | 41      | 24    |
| 1998-99   | Juventus FC     | Serie A  | 28      | 13    | 10      | 6      | 38      | 19    |
| 1999-00   | Juventus FC     | Serie A  | 33      | 15    | 8       | 10     | 41      | 25    |
| 2000-01   | Juventus FC     | Serie A  | 28      | 11    | 6       | 5      | 34      | 16    |
| 2001-02   | AC Milan        | Serie A  | 20      | 10    | 7       | 4      | 27      | 14    |
| 2002-03   | AC Milan        | Serie A  | 30      | 17    | 16      | 12     | 46      | 29    |
| 2003-04   | AC Milan        | Serie A  | 14      | 3     | 8       | 2      | 22      | 5     |
| 2004-05   | AC Milan        | Serie A  | 11      | 0     | 2       | 1      | 13      | 1     |
| 2005-06   | AC Milan        | Serie A  | 23      | 12    | 6       | 4      | 29      | 16    |
| 2006-07   | AC Milan        | Serie A  | 20      | 2     | 12      | 6      | 32      | 8     |
| 2007–08   | AC Milan        | Serie A  | 21      | 11    | 5       | 4      | 26      | 15    |
| 2008–09   | AC Milan        | Serie A  | 26      | 13    | 6       | 3      | 32      | 16    |
| 2009–10   | AC Milan        | Serie A  | 24      | 2     | 7       | 2      | 31      | 4     |
| 2010–11   | AC Milan        | Serie A  | 6       | 2     | 3       | 2      | 9       | 4     |
| 2011–12   | AC Milan        | Serie A  | 7       | 1     | 0       | -      | 7       | 1     |
| Total     | Total           | Total    | 466     | 197   | 112     | 69     | 578     | 266   |

- 1: No inclou la Coppa Italia ni la Supercopa italiana de futbol
- 2: No inclou la Supercopa d'Europa

## Palmarès
Font:

### De jugador
Juventus FC
- 1 Copa Intertoto: 1999
- 1 Serie A: 1997-98
- 1 Supercopa d'Itàlia: 1997

AC Milan
- 1 Campionat del Món: 2007
- 2 Lligues de Campions: 2002-03, 2006-07
- 2 Supercopes d'Europa: 2003, 2007
- 2 Serie A: 2003-04, 2010-11
- 1 Copa d'Itàlia: 2002-03
- 2 Supercopes d'Itàlia: 2004, 2011

Selecció italiana
- 1 Copa del Món de Futbol: 2006
- 1 Campionat d'Europa sub-21: 1994

### D'entrenador
Venezia FC
- 1 Serie C: 2016-17
- 1 Copa italiana Serie C: 2016-17

Benevento
- 1 Serie B: 2019-20

## Participacions en les Copes del Món
| Mundial                        | Seu                  | Resultat         |
| ------------------------------ | -------------------- | ---------------- |
| Copa Mundial de Futbol de 1998 | França               | Quarts de final  |
| Copa Mundial de Futbol de 2002 | Corea del Sud i Japó | Vuitens de final |
| Copa Mundial de Futbol de 2006 | Alemanya             | Campió           |